# ذراع دميش (وشحة)

تعديل مصدري - تعديل

ذراع دميش هي إحدى قرى عزلة ضاعن بمديرية وشحة التابعة لمحافظة حجة، بلغ تعداد سكانها 349 نسمة حسب تعداد اليمن لعام 2004.